# FESTAC 77

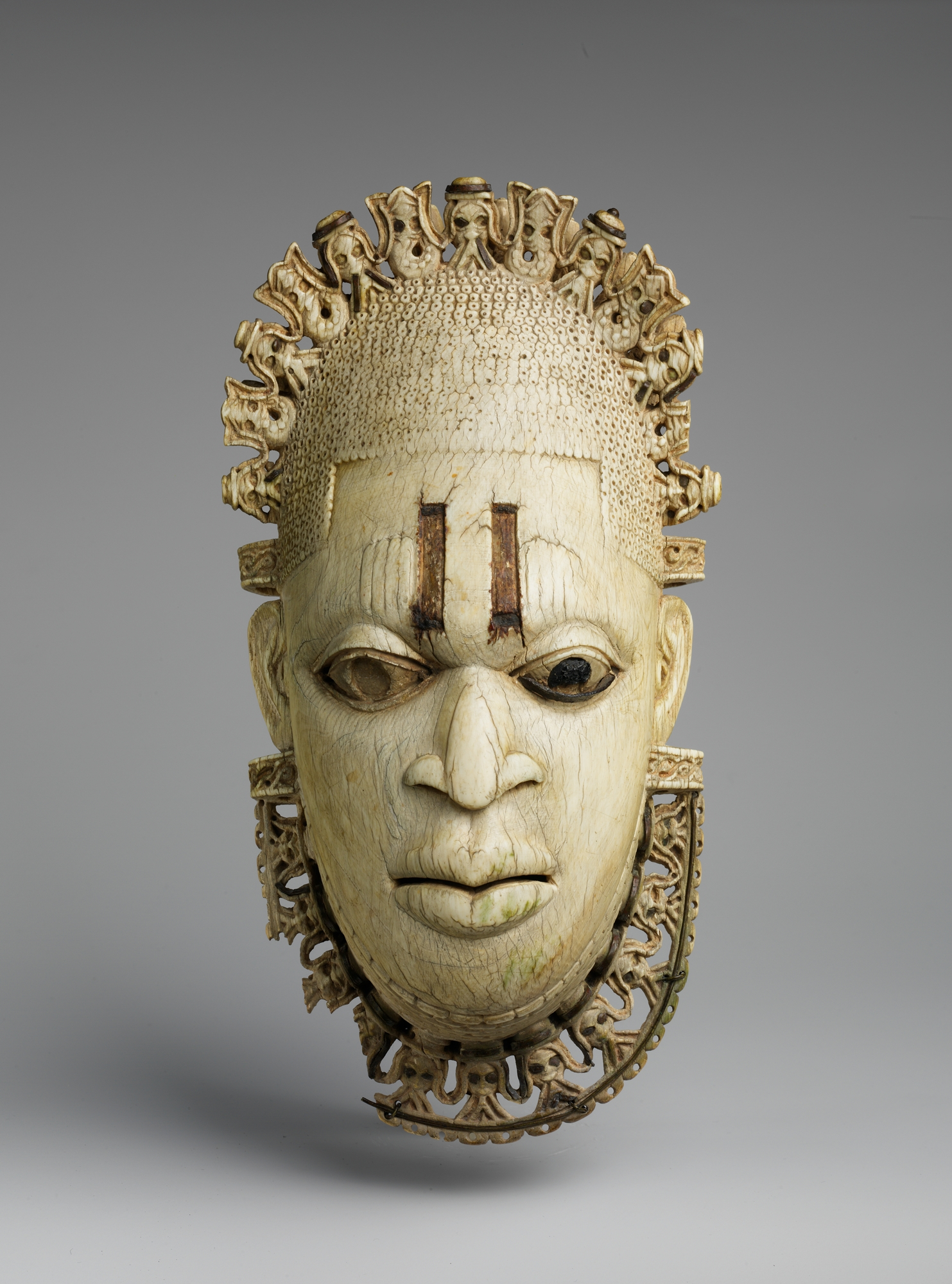
Uma réplica desta máscara de marfim foi usada como símbolo do Festac '77

O Festac '77, também conhecido como Segundo Festival Mundial de Artes e Cultura Negra e Africana (o primeiro foi em Dakar, 1966 ), foi um grande festival internacional realizado em Lagos, Nigéria, de 15 de janeiro de 1977 a 12 de fevereiro de 1977. O evento de um mês celebrou a cultura africana e apresentou ao mundo música, belas-artes, literatura, teatro, dança e religião africanas. Cerca de 16.000 participantes, representando 56 nações africanas e países da Diáspora Africana, apresentaram-se no evento. Os artistas que se apresentaram no festival incluíram Stevie Wonder dos Estados Unidos, Gilberto Gil do Brasil, Bembeya Jazz National da Guiné, Mighty Sparrow de Trinidad e Tobago, Les Ballets Africains, a sul-africana Miriam Makeba e Franco Luambo Makiadi . Na época em que foi realizado, foi o maior encontro pan-africano de todos os tempos.
O emblema oficial do festival era uma réplica feita por Erhabor Emokpae da máscara real de marfim do Benin. A realização do festival levou à criação do Conselho Nacional de Artes e Cultura da Nigéria, Festac Village e o Teatro Nacional, Iganmu, Lagos. A maioria dos eventos teve lugar em quatro locais principais: Teatro Nacional, Estádio Nacional, Surulere, Câmara Municipal de Lagos e Praça Tafawa Balewa.